# Onobrychis megalobotrys
Onobrychis megalobotrys là một loài thực vật có hoa trong họ Đậu. Loài này được Aitch. & Hemsl. miêu tả khoa học đầu tiên.